# Dasna
Dasna là một thị xã và là một nagar panchayat của quận Ghaziabad thuộc bang Uttar Pradesh, Ấn Độ.

## Địa lý
Dasna có vị trí 28°41′B 77°32′Đ / 28,68°B 77,53°Đ Nó có độ cao trung bình là 207 mét (679 feet).

## Nhân khẩu
Theo điều tra dân số năm 2001 của Ấn Độ, Dasna có dân số 24.428 người. Phái nam chiếm 54% tổng số dân và phái nữ chiếm 46%. Dasna có tỷ lệ 45% biết đọc biết viết, thấp hơn tỷ lệ trung bình toàn quốc là 59,5%: tỷ lệ cho phái nam là 56%, và tỷ lệ cho phái nữ là 32%. Tại Dasna, 22% dân số nhỏ hơn 6 tuổi.